# Krzysztof Ulanowski
Krzysztof Roman Ulanowski (ur. 24 grudnia 1966 r. w Koszalinie) – polski dziennikarz, tłumacz i pisarz, specjalizujący się w książkach poświęconych przyrodzie i przeznaczonych dla dzieci oraz młodzieży. Jest bratem Tomasza Ulanowskiego, dziennikarza naukowego i autora książek popularyzujących naukę.

## Życiorys
Urodził się 24 grudnia 1966 r. w Koszalinie. W 1990 r. ukończył studia prawnicze na Uniwersytecie Adama Mickiewicza w Poznaniu. Pierwsze lata po studiach pracował w sądownictwie, potem jednak zdecydował się na pracę w charakterze dziennikarza. Był zatrudniony kolejno w „Dzienniku Poznańskim”, „Expressie Poznańskim”, „Gazecie Poznańskiej” i „Echu Miasta”. Ponadto współpracował lub współpracuje z „Gazetą Wyborczą”, „Magazynem Samorządowym”, Magazynem Turystyki Górskiej „n.p.m.”, Magazynem Ludzi Aktywnych „Rowertour”, „Gazetą Górską”, portalem Sport.pl, „Naszym Miastem” czy „Magazynem Bieganie”.
Publikuje artykuły o ochronie środowiska, turystyce górskiej i rowerowej oraz bieganiu.
Jest pomysłodawcą rankingu schronisk górskich, który to ranking Magazyn Turystyki Górskiej „n.p.m.” publikował corocznie, od 2009 r. począwszy aż do końca istnienia czasopisma. Od 2008 r. współpracuje z Księgarnią Tuliszków w Żychlinie (w powiecie konińskim) oraz związanymi z nią wydawnictwami, początkowo jako tłumacz, a potem także autor książek.

## Działalność społeczna
W latach 1989–1990 był członkiem Niezależnego Zrzeszenia Studentów. W 1990 r. współzakładał Stowarzyszenie Wegetarian w Poznaniu. W latach 1995–1996 należał do Stowarzyszenia „Młodzi Demokraci”. W 1997 r. współzakładał stowarzyszenie Sekcja Rowerzystów Miejskich (dziś Rowerowy Poznań). Od 2016 r. należy do Komitetu Obrony Demokracji; jest delegatem na zjazd krajowy oraz członkiem Zarządu Regionu Zachodniopomorskie.

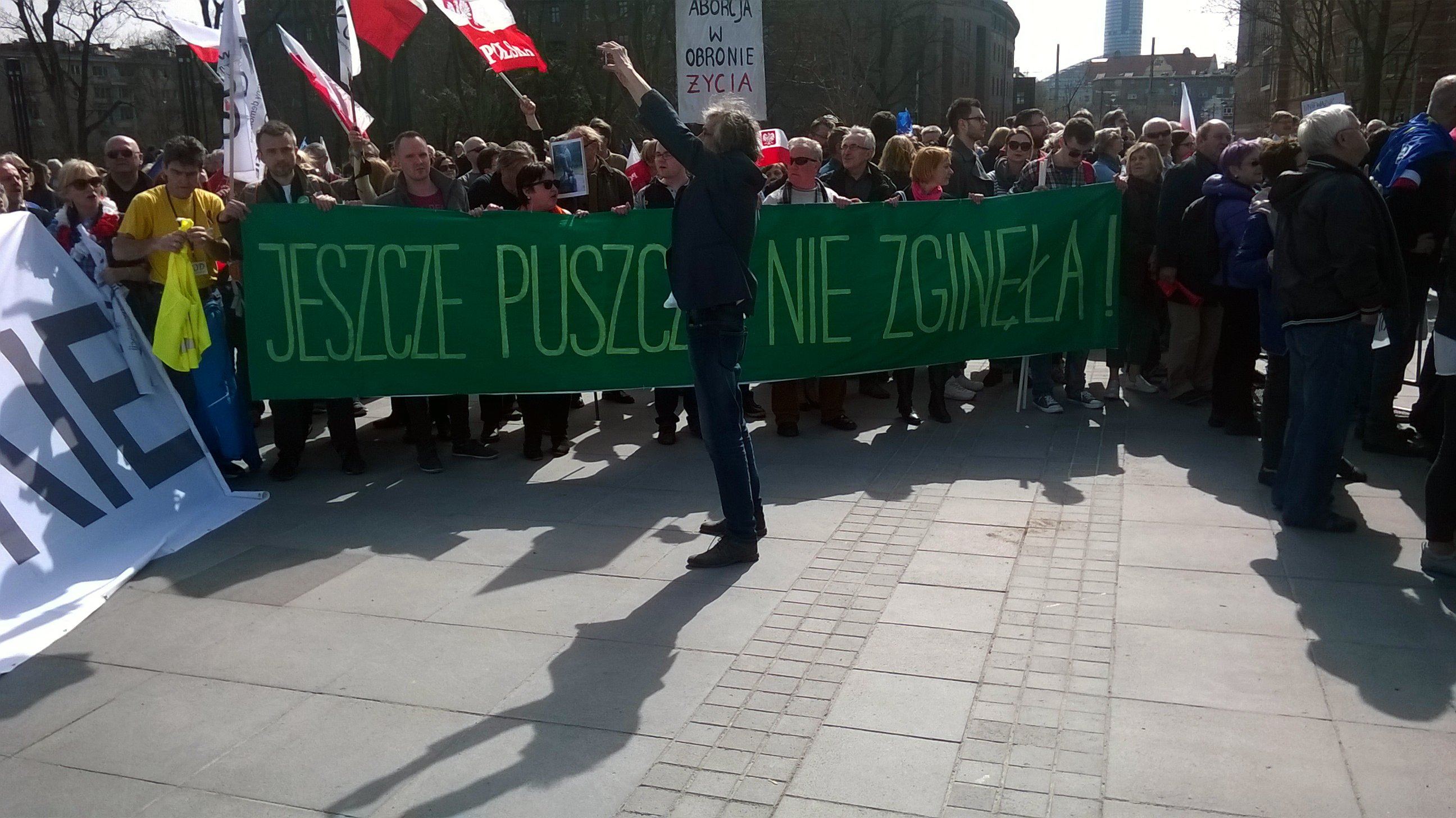
Manifestacja KOD we Wrocławiu

## Zainteresowania prywatne
Od 1986 r. jest wegetarianinem, a od 2010 r. weganinem. Od 2009 r. startuje w maratonach; ukończył wiele maratonów zarówno ulicznych, jak i górskich, w Polsce i w innych krajach Europy.

## Wybrana twórczość
- Mitologia (mity greckie dla dzieci, Poznań 2011, Wyd. Ibis)
- Polskie Parki Narodowe (Poznań 2011, Wyd. Ibis)
- Z pielgrzymką przez świat. Jan Paweł II (Poznań 2011, Wyd. Ibis)
- Uwięzieni na Andamanach (powieść dla młodzieży, Poznań 2013, Wyd. Ibis)
- Cuda natury (Poznań 2013, Wyd. Ibis)
- Ssaki (Poznań 2013, Wyd. Ibis)
- Dinozaury (Poznań 2014, Wyd. Ibis)
- Leksykon wielkich Polaków (współautor, Poznań 2014, Wyd. Ibis)
- Starożytna Grecja (Poznań 2014, Omnibus)
- Starożytny Rzym (Poznań 2015, Omnibus)
- Starożytny Egipt (Poznań 2015, Omnibus)
- Atlas roślin Polski (Poznań 2015, Omnibus)
- Atlas zwierząt Polski (Poznań 2015, Omnibus)
- Rośliny ozdobne. Ogród z pasją (Poznań 2016, Natura)
- Rośliny doniczkowe. Dom z pasją (Poznań 2016, Natura)
- Leksykon noblistów (Poznań 2018, Horyzonty)
- Polska. Krainy geograficzne (Poznań 2018, Horyzonty)
- Pierwsza pomoc. Poradnik dla młodzieży (Konin 2019, Horyzonty).
- W obronie klimatu (Konin 2020, Horyzonty)